# Bezirksgericht Lembach

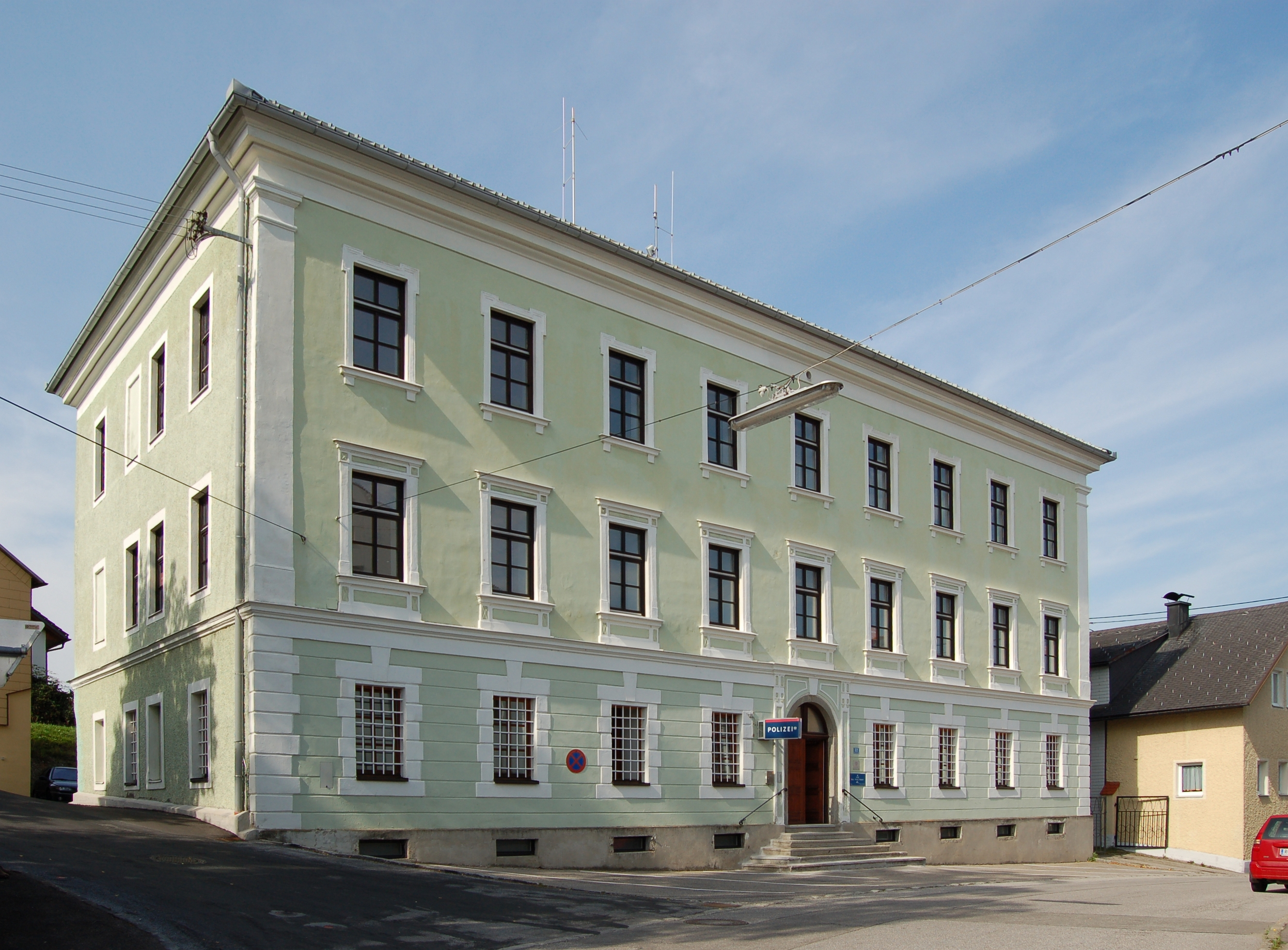
Ehemaliges Gerichtsgebäude

Das Bezirksgericht Lembach war ein Bezirksgericht in der Gemeinde Lembach im Mühlkreis, Bezirk Rohrbach (Oberösterreich). Das für den Gerichtsbezirk Lembach zuständige Bezirksgericht bestand von 1850 bis 2002. Das Gebäude des ehemaligen Bezirksgerichtes steht unter Denkmalschutz (Listeneintrag).

## Geschichte
Am 10. Mai 1850 wurden die bisherigen landesfürstlichen und Patrimonial-Gerichte durch einen Erlass des k.k. Oberlandesgerichtes Linz zur Übergabe der Justizgeschäfte an die neu bestellten landesfürstlichen Gerichten verpflichtet. Das neu geschaffene Bezirksgericht Lembach wurde mit der Aufnahme seiner Geschäfte per 14. Juni 1850 angewiesen, wobei es für den „Gerichtsbezirk Lembach“, d. h. den südwestlichen Teil des nun aufgelösten Landgerichtes Marsbach, zuständig wurde. Beim Bezirksgericht Lembach handelte es zur Zeit der Gründung um ein Bezirksgericht II. Klasse. Dies bedeutete, dass für Vergehen als Strafgericht das übergeordnete Bezirks-Kollegial-Gericht Rohrbach zuständig war. Als Appell- und Spruchgericht, Civil-, Kollegial- und Handelsgericht für Lembach diente wiederum das Landesgericht Linz. Das Bezirksgericht Lembach war bis zur Auflösung dem Landesgericht Linz unterstellt, wobei das Bezirksgericht per 31. Dezember 2003 seine Tätigkeit ebenso wie zwei weitere Bezirksgerichte des Bezirkes Rohrbach einstellen musste. Für den gesamten Bezirk ist seit dem 1. Jänner 2003 das Bezirksgericht Rohrbach zuständig.

## Bauwerk
Das Gerichtsgebäude wurde 1856 als dreigeschoßiges Haus mit Walmdach errichtet. Die Hauptfassade wurde mittels eines rustizierten Erdgeschoßes und Kolossaleckpilasters im Obergeschoß gegliedert. An der Rückseite des Gebäudes befindet sich ein Treppenhausrisalit. Im Inneren des Gebäudes finden sich flachtonnengewölbte Gänge, ein tonnengewölbtes Treppenhaus mit Biedermeiergittern und Böden aus Granitplatten.
Das Gebäude wird heute als Wohngebäude und als Dienststelle der Polizeiinspektion Lembach genutzt.